# Людомир Міхал Раговський
Людомир Міхал Раговський ( пол. Ludomir Michał Rogowski 3 жовтня 1881 , Люблін, Польща — 14 березня 1954, Дубровник) — польський і білоруський композитор, диригент.

## Життєпис
Закінчив Варшавську консерваторію (1906). 
У 1909-1912 працював диригентом у Вільнюсі. 
Творчість Раговського тісно пов’язана з білоруською музичною культурою: він керував хором у Білоруському музично-драматичному гуртку, створював музичні аранжування для виступів трупи І. Буйницького, складав «Білоруський пісенник з нотами для народних та шкільних хорів» (виданий у 1911). Його обробка білоруських народних пісень відіграла важливу роль у просуванні білоруської національної пісні . Автор 7 симфоній, 6 опер, 2 балетів, в т.ч. "Купала" (пост. 1926, Варшава), симфонічні поеми та сюїти, в т.ч. «Білоруська сюїта» для симфонічного оркестру (1910), камерна, хорова, в т.ч. до вірша Я. Купали  «А хто там ідзе?» (1910) та інші твори. З 1925 жив у Дубровнику (Хорватія).